# Rhynchospora pseudomacrostachya
Rhynchospora pseudomacrostachya là loài thực vật có hoa trong họ Cói. Loài này được Gerry Moore, Guagl. & Zartman miêu tả khoa học đầu tiên năm 2002 publ. 2003.